# Portishead (band)
Portishead is een Britse triphopband uit Bristol, vernoemd naar het gelijknamige stadje dat in de buurt van Bristol ligt. De band is opgericht in 1991 door Geoff Barrow en Beth Gibbons en bestaat verder uit Adrian Utley en Dave McDonald. Portishead maakt een stijl van triphop met invloeden uit folk en jazz en de sfeer van oude spionagefilms. Ook introduceerde Portishead het groepsmodel van een triphopgroep met een zangeres als middelpunt, vergelijkbaar met groepen als Moloko, Morcheeba, Hooverphonic en London Grammar. 

## Geschiedenis

### Ontstaan
Barrow raakte in de late jaren tachtig betrokken bij de muziekscene van Bristol. Hij was betrokken bij Massive Attack en trad als producer en songwriter op voor Neneh Cherry. Zo was hij in de studio betrokken bij de opname van Blue Lines (1991) van Massive Attack. Daarnaast maakte hij verschillende remixes. Er van leven kon hij nog niet. In 1991 ontmoette hij boerendochter Beth Gibbons bij een re-integratieproject voor werkzoekenden. Beth was in haar vrije tijd zangeres en had gezongen bij meerdere bands in het lokale circuit. Gezamenlijk namen ze nummers op. Begin 1994 brachten ze de korte film To Kill a Dead Man uit, dat de muziek van de band in de sfeer van James Bond-films positioneerde. De film leverde de groep interesse van meerdere platenlabels op. Het label Go Beat! won de deal. 

### Dummy
Het debuutalbum Dummy verscheen in de zomer van 1994. Het album werd zeer goed ontvangen door de media en ontving de Britse Mercury Prize. De formatie werd rond die tijd uitgebreid met muzikanten Adrian Utley en Dave McDonald. Bij de promotie van het album zijn de nodige wrijvingen tussen het label en de band omdat de leden van Portishead weigerden interviews te geven. Slechts een uitzondering werd gemaakt. In het voorjaar van 1995 wist Portishead de hitlijsten te bereiken met het nummer Glory Box. Ze kregen ook enkele uitnodigingen voor het werken aan soundtracks. Portishead verwierf, soms tegen wil en dank, een sterrenstatus. Iets waar het complexe karakter van Barrow moeite mee had.

### Portishead
In de herfst van 1997 verscheen, na meerdere malen uitgesteld te zijn, de titelloze opvolger, die nog donkerder was dan het eerste album. Het had ook meer rockinvloeden. Commercieel gezien deed het album het echter teleurstellend. In 1998 werd er een livealbum uitgebracht. Roseland NYC Live werd in de Roseland Ballroom opgenomen, waarbij de groep werd bijgestaan door een heel orkest. In 1999 werkte Portishead samen met Tom Jones op de track Motherless Child voor een album van Jones.

### Pauze en comeback
Na 1999 was Portishead enkele jaren inactief. De groepsleden hadden de tijd nodig om weer op te laden na enkele hectische jaren. Geoff Barrow stak zijn tijd in het oprichten van een muzieklabel. Beth Gibbons bracht in samenwerking met Paul Webb (Talk Talk), die werkte als Rustin Man, het soloalbum Out Of Season (2002) uit. Adrian Utley verscheen op albums van o.a. Goldfrapp and Marianne Faithfull. In 2005 traden ze voor het eerst weer op en in 2008 verscheen het album Third. Het album werd een succesvolle comeback. Meerdere media spraken zich zeer positief uit en ook verkocht het album bijzonder goed. Daarna sprak Barrow meerdere malen uit dat er weer een nieuw album zou komen, maar dat dat ook nog gerust tien jaar zou kunnen duren.

## Discografie

### Albums
| Album met eventuele hitnotering(en) in de Nederlandse Album Top 100 | Datum van verschijnen | Datum van binnenkomst | Hoogste positie | Aantal weken | Opmerkingen |
| ------------------------------------------------------------------- | --------------------- | --------------------- | --------------- | ------------ | ----------- |
| Dummy                                                               | 1994                  | 04-02-1995            | 15              | 24           |             |
| Portishead                                                          | 1997                  | 18-10-1997            | 32              | 9            |             |
| PNYC - Roseland NYC live                                            | 1998                  | 21-11-1998            | 66              | 13           | livealbum   |
| Third                                                               | 2008                  | 03-05-2008            | 8               | 11           |             |

| Album met hitnotering(en) in de Vlaamse Ultratop 200 albums | Datum van verschijnen | Datum van binnenkomst | Hoogste positie | Aantal weken | Opmerkingen |
| ----------------------------------------------------------- | --------------------- | --------------------- | --------------- | ------------ | ----------- |
| Dummy                                                       | 1994                  | 01-04-1995            | 18              | 10           |             |
| Portishead                                                  | 1997                  | 11-10-1997            | 9               | 5            |             |
| PNYC - Roseland NYC live                                    | 1998                  | 19-12-1998            | 35              | 5            | livealbum   |
| Third                                                       | 2008                  | 03-05-2008            | 3               | 16           |             |

### Singles
| Single met eventuele hitnotering(en) in de Nederlandse Top 40 | Datum van verschijnen | Datum van binnenkomst | Hoogste positie | Aantal weken | Opmerkingen |
| ------------------------------------------------------------- | --------------------- | --------------------- | --------------- | ------------ | ----------- |
| Sour times                                                    | 1994                  | -                     |                 |              |             |
| Numb                                                          | 1994                  | -                     |                 |              |             |
| Glory box                                                     | 1995                  | 04-03-1995            | 31              | 4            |             |
| Glory times                                                   | 1995                  | -                     |                 |              | Dubbel-cd   |
| All mine                                                      | 1997                  | -                     |                 |              |             |
| Over                                                          | 1997                  | -                     |                 |              |             |
| Only you                                                      | 1998                  | -                     |                 |              |             |
| Machine gun                                                   | 2008                  | -                     |                 |              |             |

| Single met hitnotering(en) in de Vlaamse Ultratop 50 | Datum van verschijnen | Datum van binnenkomst | Hoogste positie | Aantal weken | Opmerkingen |
| ---------------------------------------------------- | --------------------- | --------------------- | --------------- | ------------ | ----------- |
| Machine gun                                          | 2008                  | 19-04-2008            | tip12           | -            |             |

### NPO Radio 2 Top 2000
| Nummer met noteringen in de NPO Radio 2 Top 2000 | '14 | '15  | '16  | '17  | '18  | '19  | '20  | '21  | '22  | '23  | '24 |
| ------------------------------------------------ | --- | ---- | ---- | ---- | ---- | ---- | ---- | ---- | ---- | ---- | --- |
| Glory Box                                        | 913 | 1050 | 1195 | 1155 | 1165 | 1167 | 1286 | 1191 | 1152 | 1085 | 744 |

1. ↑  Een vetgedrukt getal geeft de hoogste notering aan.
2. ↑  2014 was het eerste jaar met een notering voor dit nummer.

### Compilaties
In 1998 verscheen de compilatie Glory Times. In 2002 bracht Beth Gibbons samen met Paul Webb, ook bekend als Rustin Man, een album uit, Out of Season, maar niet op de naam van Portishead.
Er zwerven ook verschillende bootlegs rond, met onder andere nummers niet uitgegeven op een album. De belangrijkste hiervan is waarschijnlijk Trip-Hop Reconstruction (1995).
Geruchten dat 'Pearl' ook een album zou zijn van Portishead zijn manifest onwaar; dit album is van Mandalay.
Het album Third is integraal (en legaal) te beluisteren op Last.fm.